# Герасимова, Валерия Анатольевна
Валерия Анатольевна Гера́симова (1903—1970) — русская советская писательница.

## Биография
Из дворянского рода. Родилась 14 (27) апреля 1903 года в семье журналиста и литератора, детство провела на Урале, училась в гимназии в Екатеринбурге, после 1920 года некоторое время жила в Крыму.
Окончила педагогическое отделение МГУ (1925). Член ВКП(б) с 1926. Работала учительницей в Ярославле. Печаталась с 1923. Входила в группу «Перевал». Сборник «Панцырь и забрало», как и некоторые ранние рассказы, подвергся критике со стороны РАППа.
Одно время входила в руководящую «пятерку» СП СССР.
Редактор журнала «Смена» (1936—1938).
Преподавала в Литинституте (1956—1969).
Приняла  участие в травле Б. Пастернака, выступив на собрании московских писателей 31 октября 1958 года, одобрившем исключение поэта из Союза писателей. Она резко осудила роман «Доктор Живаго», охарактеризовав его как попытку извратить историю и роль интеллигенции, обвинила автора в симпатии  к белогвардейцам, а также в изображении масс, как быдла, темной силы, в итоге осудив роман как провокацию.  «Народ и интеллигенция всего мира почуяли запах этой провокации. Но оставим мертвое — мертвым, а мы строим наше вечно живое дело в нашей советской литературе, на благо нашему живому и сильному социалистическому обществу». (Стенограмма собрания московских писателей 31.10.1958 г.)
На вопрос, зачем она это сделала, она ответила:
— Я была членом парткома, мне поручили, и я не могла отказаться…
Умерла 2 июня 1970 года. Похоронена в Москве в колумбарии Новодевичьего кладбища вместе с сестрой.

## Семья
- отец — Анатолий Алексеевич Герасимов (1867—1928), деятель революционного движения, социалист.
- дядя — мореплаватель Владимир Александрович Русанов.
- сестра Марианна (1901—1944) — первая жена писателя Юрия Либединского (их родители дружили семьями), в 1923—1930 годах сотрудник ОГПУ (в 1928—1930 годах начальник и помощник начальника ИНФО ОГПУ); репрессирована, после освобождения из лагеря покончила с собой[2]. «[Фадеев] дал ей [В. Герасимовой] прямое обещание быть. Однако в последнюю минуту отказался: – "Как член ЦК я не имею права присутствовать на похоронах"» (В. Кирпотин. Ровесник железного века. М., 2006, с.647).
- первый муж — писатель А. А. Фадеев.
- второй муж — писатель Б. М. Левин, погиб на финской войне[2].
  - дочь — Анна Борисовна Герасимова (род. 1940)[2].
    - внук — писатель Сергей Шаргунов.
- двоюродный брат — кинорежиссёр Сергей Герасимов.

## Творчество
Проза Герасимовой не раз получала похвалу от жившего в эмиграции поэта и литературного критика Георгия Адамовича.

## Книги
- Панцирь и забрало, М., 1931, 1932, 1934
- В поисках принудительного труда, 1931 (в соавторстве с Б. Левиным)
- Дальняя родственница, 1933
- Жалость, Л., 1934
- Избранное, 1935
- Хитрые глаза, М., 1939
- Родная земля, 1944
- Сверстники, 1948
- Простая фамилия, М., 1956
- Крушение карьеры Власовского, 1956 (в соавторстве с Л. Савельевым)
- Избранные произведения, 1958
- Знакомое лицо, 1960
- Глазами правды, М., 1965
- Быть собой, 1970

В 1989 году в журнале «Вопросы литературы» (№6, с.108-149) вышли воспоминания Валерии Герасимовой об Александре Фадееве.

## Награды
- орден «Знак Почёта» (31.1.1939)
- медали